# Heriades arcuatellus
Heriades arcuatellus är en biart som beskrevs av Cockerell 1937. Heriades arcuatellus ingår i släktet väggbin, och familjen buksamlarbin. Inga underarter finns listade i Catalogue of Life.